# 李桢 (元朝)
李桢（1200年—1258年），字榦臣，西夏国宗室，元朝将领。
金朝末年，因西夏内乱，到金朝应经童试中选，长大后，至蒙古帝国为质子，以文学得近侍，窝阔台汗赐名玉出干必阇赤。1235年，随从太子阔出伐南宋，下河南诸州，至唐州、邓州二州，赈救饥寒，流民多归。1238年，从大将察罕下淮甸，以功劳佩戴金府，以功授军前行中书省左右司郎中。奏请寻访儒士。1241年，围寿春（今安徽省寿县），单骑劝降。上表建言想要灭宋必先下襄阳，以扼宋朝喉襟，被贵由汗嘉赏。赐虎符，授襄阳军马万户。1256年，受命巡哨襄樊。1258年，蒙哥汗亲征入蜀，被召同议亲征事，同年九月在合州去世。

## 延伸阅读
[在维基数据编辑]
 《元史·卷124》，出自宋濂《元史》
 《新元史/卷156》，出自柯劭忞《新元史》